# Соловьёв, Виктор Петрович
Виктор Петрович Соловьёв (1 марта 1940 года, Наро-Фоминск, Московская область) — советский и российский учёный-металлург и педагог высшей школы, проректор МИСиС в 1990-2009 гг. Лауреат Премии Президента Российской Федерации в области образования (1998 г.).

## Биография
Соловьёв Виктор Петрович родился 1 марта 1940 г. в г. Наро-Фоминск Московской области. В 1957 г. поступил в Московский институт стали, который окончил в 1962 г., получив квалификацию инженера-металлурга по специальности «Литейное производство чёрных и цветных металлов».
В 1962-67 гг. В.П. Соловьев работал на заводе «Лентрублит» в г. Ленинграде (мастером, технологом, начальником плавильного цеха), в 1967-70 гг. обучался в аспирантуре МИСиС на кафедре технологии литейного производства. С 1970 по 2009 г. работал в МИСиС на кафедре технологии литейного производства (ассистентом, старшим преподавателем, доцентом, профессором).
В 1970-72 гг. В.П. Соловьев работал освобожденным заместителем секретаря парткома МИСиС, а в 1974-76 гг. - секретарем парткома МИСиС. В 1985 г. назначен руководителем учебно–методического комплекса МИСиС, с 1 января 1990 г. по 24 января 2009 г. работал в должности проректора МИСиС по учебно–методической работе. Все эти годы продолжал преподавательскую деятельность на кафедре технологии литейного производства.
В 2009-14 гг. В.П. Соловьев работал в филиале МИСиС в г. Старый Оскол в должностях заместителя директора филиала и профессора кафедры металлургии и металловедения. С 2014 г. - на пенсии.

## Научная и образовательная деятельность
В 1971 г. В.П. Соловьёв защитил кандидатскую диссертацию на тему «Взаимодействие железоуглеродистых расплавов с легирующими материалами» (научным руководителем был проф. А.М. Михайлов). Его научные интересы: физико–химические методы исследования литейных процессов, литейные сплавы, менеджмент качества, организация учебно–методической деятельности вуза.
Им опубликовано 270 работ, среди них учебников и учебных пособий (с грифами) - 10, монографий – 2, авторских свидетельств на изобретения - 7.

## Признание
В 1998 г. В.П. Соловьёв был удостоен Премии Президента РФ в области образования. Является Заслуженным работником высшей школы Российской Федерации (1998 г.)
В.П. Соловьев имеет следующие награды: медаль «В память 850-летия Москвы» (1997 г.), медаль ордена «За заслуги перед Отечеством» II степени (2002 г.), Почетная грамота Министерства образования Российской федерации (2003 г.).